# Schizomitrium leptocladulum
Schizomitrium leptocladulum là một loài Rêu trong họ Hookeriaceae. Loài này được (Müll. Hal. ex Broth.) Ochyra mô tả khoa học đầu tiên năm 1982.